# Peter Nißen
Peter Nißen (* 12. März 1948 in Kiel; † 23. Januar 2012 in Ascheberg (Holstein)) war ein deutscher Politikwissenschaftler.

## Leben
Nach der Reifeprüfung am Hebbel-Gymnasium in Kiel 1966 studierte Peter Nißen seit dem Wintersemester 1966/67 Volkswirtschaftslehre an der Christian-Albrechts-Universität zu Kiel und bestand 1971 dort das Examen als Diplom-Volkswirt. Zusätzlich hatte er seit dem Wintersemester 1968/69 seinem Studium das Fach Politikwissenschaft hinzugefügt, auf diesem Gebiet promovierte er 1976 in Kiel bei Werner Kaltefleiter. Ab dem 1. Februar 1973 war er am Seminar für Wissenschaft und Geschichte der Politik der Universität Kiel als wissenschaftlicher Angestellter tätig und führte Lehrveranstaltungen zur Empirischen Sozialforschung und Politikwissenschaft durch. Von 1972 bis 1974 war er außerdem als nebenamtlicher Dozent an der Wirtschaftsakademie Kiel tätig. In den Jahren 1972 und 1973 war er Visiting Scholar am Institute for Social Research der University of Michigan, Ann Arbor. In seiner späteren Berufstätigkeit arbeitete Nißen bis zum Eintritt in den Ruhestand beim Akademischen Auslandsamt der Universität Kiel.
Nißen beschäftigte sich vor allem mit dem politischen System der USA und empirischer Wahlforschung.

## Schriften
- Struktur der Wählerschaft. In: Werner Kaltefleiter/Edward Keynes (Hrsg.): Das labile Gleichgewicht. Das amerikanische Parteiensystem nach den Wahlen von 1972 (= Verfassung und Verfassungswirklichkeit, Bd. 7, Teil 2). Heymanns, Köln 1974, S. 15–26, ISBN 3-452-17786-6.
- (mit Detlef H. Schmidt): Das Wahlergebnis 1972. In: ebd., S. 219–256.
- Ansätze einer Machttheorie bei Karl W. Deutsch. In: Wilfried Röhrich (Hrsg.): Neuere Politische Theorie (= Erträge der Forschung, Bd. 40). Wissenschaftliche Buchgesellschaft, Darmstadt 1975, S. 125–147, ISBN 3-534-06438-0.
- Party Identification, issues and images as components of electoral decision. An analytic model. Institute for Political Science. University of Kiel 1975.
- Das Zusammenwirken von Parteiidentifikation, Issues und Images zur Erklärung des politischen Verhaltens am Beispiel der Wahlen in den USA vom 7. November 1972 (Politik und Wähler, Bd. 17). Hain, Meisenheim am Glan 1976, ISBN 3-445-01404-3 (Dissertation Universität Kiel).
- Kapitalhilfe. In: Rüdiger Wolfrum u. a. (Hrsg.): Handbuch Vereinte Nationen. Verlag Dokumentation, München 1977, S. 241–246, ISBN 3-7940-2248-3.
- (mit Walter Menningen): Der Einfluß der Gatekeeper auf die Themenstruktur der Öffentlichkeit. In: Wolfgang R. Langenbucher (Hrsg.): Politik und Kommunikation. Über die öffentliche Meinungsbildung (= Piper Sozialwissenschaft, Bd. 40). Piper, München 1979, S. 211–231, ISBN 3-492-02451-3.
- Legitimationsprobleme im politischen System der USA. In: Werner Kaltefleiter (Hrsg.): Weltmacht ohne Politik? Das amerikanische Regierungssystem nach den Wahlen von 1976 (= Verfassung und Verfassungswirklichkeit, Bd. 12/1978). Duncker & Humblot, Berlin 1979, S. 41–74, ISBN 3-428-04548-3.
- (mit Werner Kaltefleiter): Empirische Wahlforschung. Eine Einführung in Theorie und Technik. Schöningh, Paderborn 1980, ISBN 3-506-99217-1.